# 布拉提斯拉瓦3區

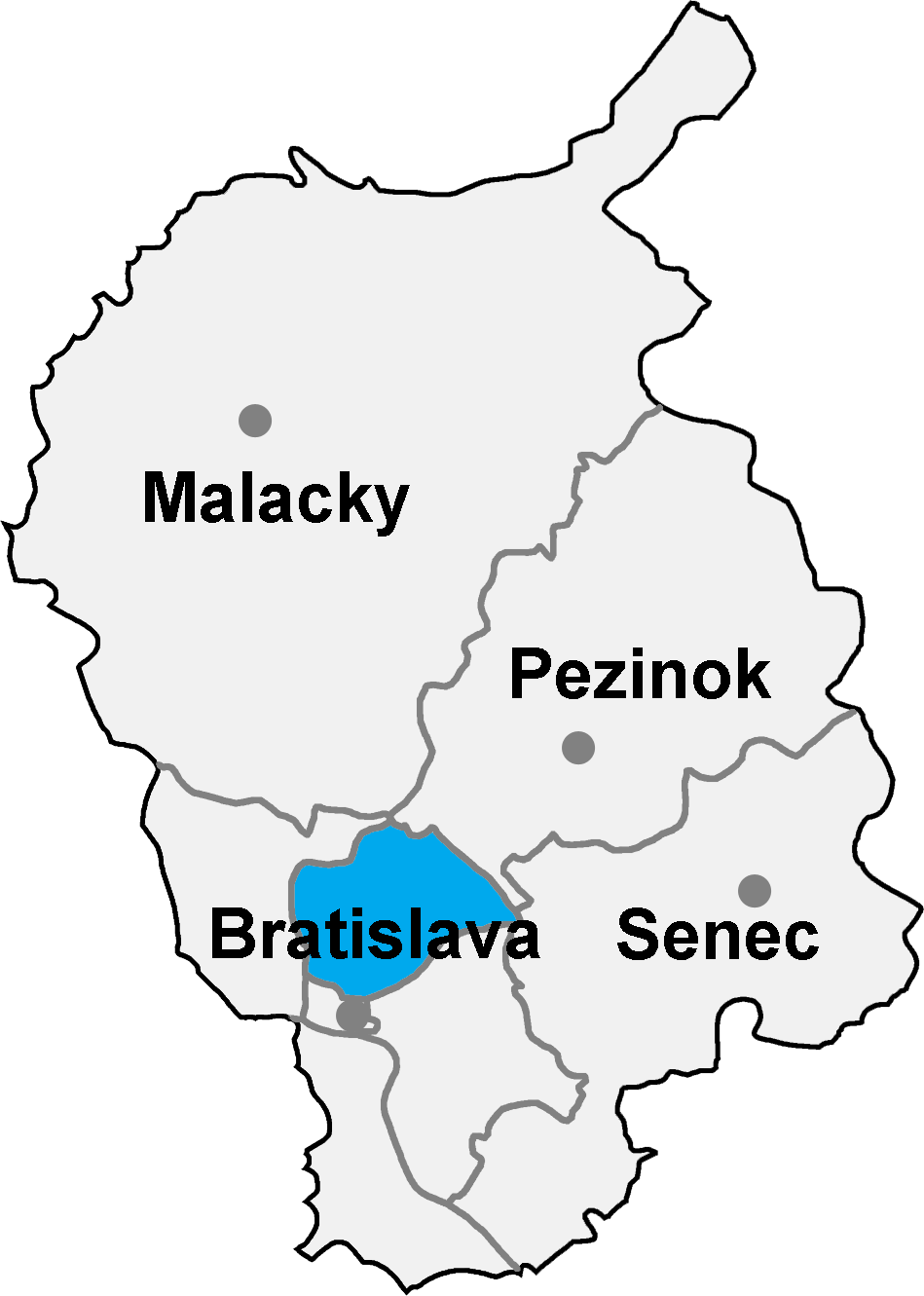

布拉提斯拉瓦3區（Bratislava 3）是斯洛伐克首都布拉提斯拉瓦的一個區，範圍包括了布拉提斯拉瓦新城、拉察和瓦伊諾里地區。布拉提斯拉瓦3區面積75平方公里，據2004年統計，布拉提斯拉瓦3區有人口61,418人。布拉提斯拉瓦3區和布拉提斯拉瓦1區、布拉提斯拉瓦2區、布拉提斯拉瓦5區、皮諾克區、塞內奇區接壤。